# Wieża Wardenclyffee

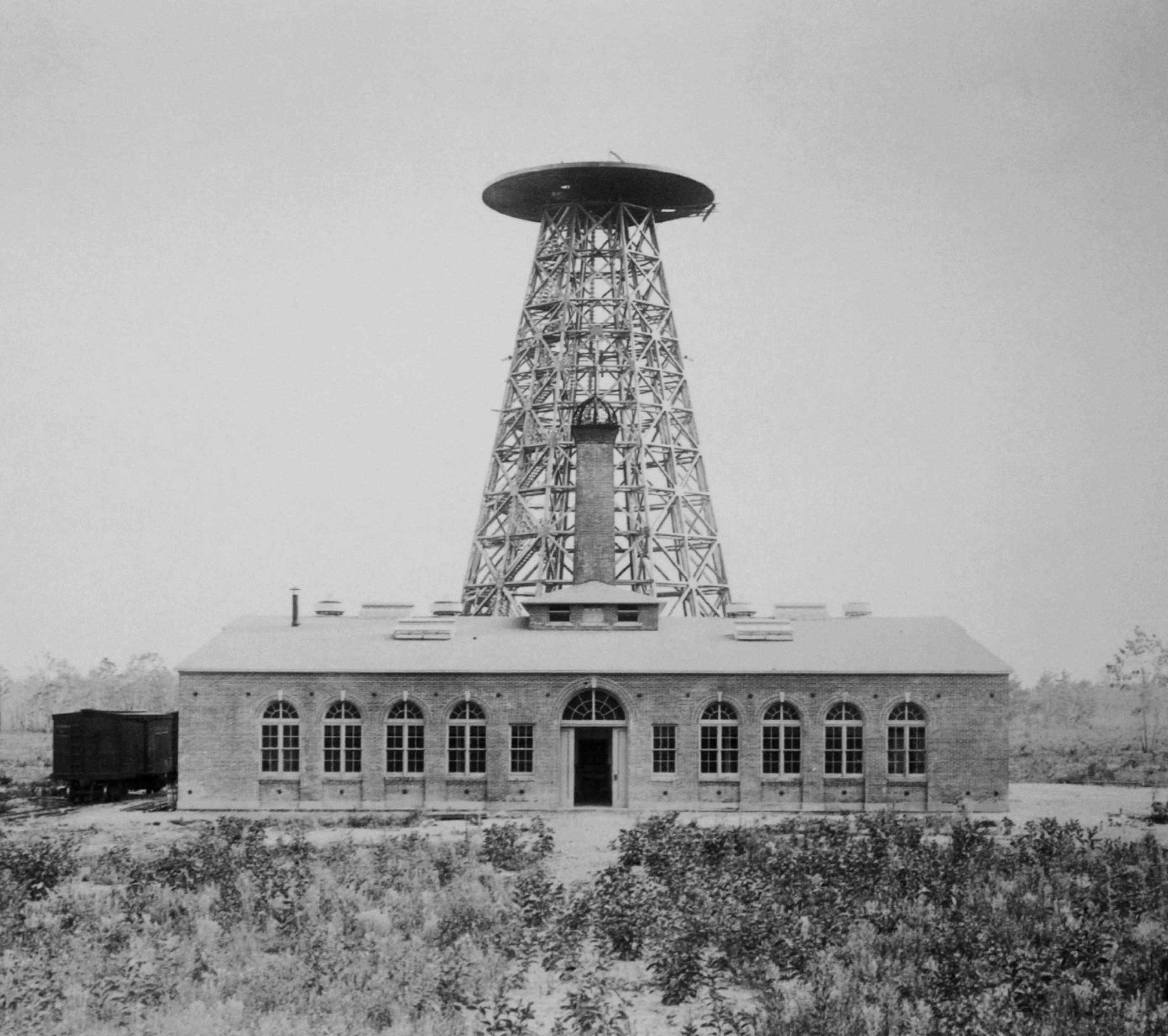
Wieża Wardenclyffe w 1904 roku

Wieża Wardenclyffe (1901–1917), znana również jako Wieża Tesli, była eksperymentalną stacją transmisji bezprzewodowej zaprojektowaną i zbudowaną przez Nikolę Teslę na Long Island w stanie Nowy Jork, we wsi Shoreham. Projekt miał na celu demonstrację możliwości przesyłu sygnałów bez użycia przewodów — zarówno komunikacyjnych, jak i energetycznych — poprzez wykorzystanie Ziemi jako medium przewodzącego.

## Historia i cele projektu
Budowa rozpoczęła się w 1901 roku, a głównym inwestorem był znany finansista J. P. Morgan. Początkowym celem było stworzenie systemu umożliwiającego bezprzewodową transmisję wiadomości, telefonii oraz faksu przez Ocean Atlantycki — głównie do Anglii i na statki na morzu. Wieża miała również pełnić funkcję centrum badań nad bezprzewodowym przesyłem energii elektrycznej — koncepcji, którą Tesla uważał za przyszłość globalnego systemu energetycznego.
Wkrótce po rozpoczęciu budowy Tesla rozszerzył projekt o bardziej ambitne cele, takie jak globalna transmisja energii. Wymagało to znaczących zmian w konstrukcji, m.in. zwiększenia wysokości wieży i rozbudowy infrastruktury naziemnej. Zmiany te spowodowały wzrost kosztów, na co Morgan nie wyraził zgody, odmawiając dalszego finansowania. Brak możliwości zdobycia nowych inwestorów doprowadził do wstrzymania prac w 1906 roku.

## Konstrukcja
Wieża mierzyła około 57 metrów wysokości i zakończona była kopułą o średnicy 20 metrów, która miała służyć jako promiennik sygnału. Pod ziemią znajdował się system tuneli i metalowych rur sięgających w głąb gruntu, mających służyć jako antena uziemiająca. W pobliskim budynku laboratoryjnym Tesla prowadził eksperymenty związane z bezprzewodowym przesyłem sygnałów i energii.

## Upadek projektu i późniejsze losy
Po przerwaniu finansowania projekt nigdy nie został ukończony ani uruchomiony zgodnie z pierwotnymi założeniami. W 1917 roku, w związku z obawami militarnymi podczas I wojny światowej, wieża została rozebrana na złom, a uzyskane materiały wykorzystano do spłaty długów Tesli.

## Dziedzictwo
Chociaż projekt zakończył się niepowodzeniem, Wieża Wardenclyffe uznawana jest obecnie za symbol wizjonerskiego podejścia Tesli do komunikacji i energetyki przyszłości. Budynek laboratoryjny został zachowany, a w 2012 roku rozpoczęto działania na rzecz przekształcenia terenu w muzeum poświęcone życiu i pracy Tesli, z inicjatywy grupy The Tesla Science Center at Wardenclyffe.